# Резец небесный
«Резе́ц небе́сный» (англ. The Lathe of Heaven) — научно-фантастический роман Урсулы Ле Гуин, опубликованный в 1971 году. Не относится к Хайнскому циклу. Первоначально печатался в журнале Amazing Stories (с марта по май 1971 года), книжное издание выпустило Scribner’s Sons в том же году, в 1973 году книга вышла в мягкой обложке. Роман номинировался на премии «Хьюго» и «Небьюла» и был удостоен премии «Локус» (1973). Книга была дважды экранизирована на телевидении, в 1980 и 2002 годах. Роман рассматривался в ряду произведений писательницы, посвящённых социальным вопросам, утопической проблематике, теме «личность и общество» («Уходящие из Омеласа», «Новая Атлантида» и «Обделённые»).
Действие разворачивается в ближайшем будущем, в Портленде (штат Орегон) начала XXI века. Этот мир страдает от перенаселения, экологических и социальных проблем. Главный герой, Джордж Орр, пытается разобраться со своими снами, которые изменяют реальность. Его лечащий врач, психиатр Уильям Хабер — воплощение архетипа Фауста и «безумного учёного» — начинает манипулировать способностями пациента, сначала в собственных интересах, а затем пытаясь разрешить социальные и политические проблемы. Результаты оказываются катастрофическим: Хабер, борясь с перенаселением, сокращает численность человечества на шесть миллиардов, а попытка установить всеобщий мир приводит к высадке на Луне инопланетян; стремление прекратить расовые конфликты делает всех людей одинаковыми, с серым цветом кожи.
На русском языке публиковался также под названиями «Станок небес», «Гончарный круг неба», «Небесный поток» и «Жернова неба».

## Сюжет
Роман открывается одним из снов главного героя: медуза дрейфует в океане, а затем волны выбрасывают её на «голые закопчённые скалы… радиоактивной суши, отторгающей отныне всё живое». Действие разворачивается в ближайшем будущем, в Портленде (штат Орегон, родной город автора) XXI века, в 2002 году. Этот мир страдает от перенаселения, экологических и социальных проблем: полярные шапки растоплены, температура повышается, на планете постоянно идут войны, прежде всего между странами Третьего мира.
Главный герой, Джордж Орр, пытается разобраться со своими «эффективными» снами, которые изменяют реальность. Он чуть не умирает из-за передозировки лекарствами, которые принимает, чтобы «блокировать» свою способность; из-за незаконного использования барбитуратов и декседрина его направляют на принудительное (называемое в романе в духе Оруэлла «добровольным») лечение к психиатру, доктору Уильяму Хаберу. Врач должен вылечить его «психоз». Сначала лечение протекает в обычном режиме, но вскоре выясняется, что пациент действительно обладает особенными способностями. В мире, где Орр просыпается, никто не помнит о предыдущем мире, кроме него самого. Однажды, когда Орру было 17 лет, ему приснилось, что тётя Этель, которая некоторое время жила в доме родителей и досаждала ему в сексуальном плане, погибла в автокатастрофе. В новом мире только Орр сохраняет память и о том, как Этель у них жила и о её гибели.
Хабер сначала не верит Орру, считая его шизофреником, и использует прибор собственного создания, Аугментор. Прибор сразу погружает пациента в «сон-фазу» и записывает мозговые волны для излечения. Хабер внушает пациенту сон, где тот должен оседлать жеребца, «гарцующего по полю»; в результате изображение горы Маунт-Худ в кабинете Хабера исчезает, на его месте появляется жеребец Темени-Холл. После пробуждения психиатр, из-за близости к Орру, тоже сохраняет воспоминания о двух мирах. Хотя Хабер утверждает, что так было всегда, ясно, что он врёт. Психиатр начинает в собственных интересах манипулировать способностями пациента, хотя иногда демонстрирует якобы благородное стремление улучшить мир. Джордж не может отказаться от посещений и всё больше разочаровывается из-за отсутствия результата и деятельности Хабера. Психиатр приобретает новый офис, делает себя важной шишкой, главой института исследования снов, а затем начинает заниматься разрешением социальных и политических конфликтов, пытаясь воплотить свою утопию. Результаты оказываются катастрофическими. Так, Хабер решает проблему перенаселения, сократив численность человечества на шесть миллиардов: результат достигается с помощью эпидемии «Великий Мор», исчезает и семья самого Хабера; а попытка установить всеобщий мир приводит к высадке на Луне инопланетян, против которых объединяется человечество.
Орр обращается за помощью к темнокожей юристке Хитер Лелаш. Женщина первоначально настроена скептически, но затем убеждается в правдивости слов Джорджа, посетив один из сеансов в качестве наблюдателя. Хитер не склонна «играть в Бога», но советует Орру сделать Хабера благороднее, с меньшей жаждой власти, чтобы психиатр действительно вылечил Джорджа. После того, как Хитер во время гипноза опрометчиво предлагает, чтобы пришельцы исчезли с Луны, они высаживаются на Земле. Орру и Хитер приходится опять обращаться к Хаберу, поскольку только Аугментор может спасти Землю от вторжения, что и происходит. В дальнейшем Орр посещает различные реальности (в некоторых из них Хитер является его женой), которые становятся всё более мрачными и гнетущими. В общей сложности в романе показано не меньше десяти разных реальностей. Хабер хочет прекратить расовые конфликты, и в итоге у все люди становятся одинаковыми, с серым цветом кожи и одинаковой серой одеждой; в этой реальности Хитер не существует, поскольку цвет кожи и расовая идентичность являются неотъемлемой частью её личности. В этой реальности больные люди подвергаются «гражданскому аресту», а шизофрения практически исчезла благодаря новым методам воспитания; Портленд — столица мира, а Хабер вершит дела в огромном небоскрёбе в центре города. Орр узнаёт, что его способность не уникальна — пришельцы с Альдебарана называют её йах`хлу. Пришелец по имени Тьюа`к Эннби Эннби помогает Орру принять свой талант, этот момент символически выражается в подарке, пластинке «Битлз», которая странным образом помогает ему («вэй `р`перенну» на языке инопланетян). Выясняется, что разные психологические тесты Орра всегда показывали среднее значение (экстраверсия / интроверсия, IQ, тест Роршаха и т д.), чему Хабер до некоторой степени удивляется, но оценивает негативно, оскорбительно называя Орра «медузой… в нравственном смысле».
Хабер, используя Аугментор, пытается овладеть способностями Орра, давая тому указание увидеть сон, чтобы прекратить видеть сны. Джордж предупреждает Хабера, говоря, что «всё сущее видит сны», «затейливая игра форм мироздания суть сновидение материи. Скалам снятся их неспешные сны, плавно изменяющие облик Земли… но когда обретают разум сознательные существа, когда темп эволюции возрастает на порядок, тогда и следует соблюдать особенную осторожность. Беречь и лелеять мир… Разумное сознание должно стать неотъемлемой частью мироздания, бережно, шаг за шагом вписаться в него, подобно тем же скалам, которым это дано от природы». Хабер непреднамеренно создаёт кошмарный мир, отражающий «пустоту души» его создателя. Орр, по всей видимости утратив свою способность, отключает прибор и восстанавливает реальность. Аугментор сводит Хабера с ума, психиатр оказывается в федеральном приюте для душевнобольных. Орр получает работу, которая ему нравится; он работает на пришельца. Напоминающие черепах инопланетяне оказываются добропорядочными, трудолюбивыми существами, которые приносят пользу Земле. В романтической концовке Орр (ему помогает пришелец) снова встречает Хитер, в которую он был влюблён в нескольких реальностях. Хитер не помнит прошлого, и их отношения начинаются заново.
Основное действие происходит, вероятно, уже после «конца света», который, как в определённый момент говорит Орр, наступил в апреле 1998 года. Ядерному апокалипсису предшествовали перенаселение, захват мафией чёрного рынка продуктов питания и ресурсов, эпидемии. Непосредственным катализатором катастрофы стала война на Ближнем Востоке между Израилем и всеми арабскими странами, включая Египет. Тогда Орру удалось спасти мир, он неосознанно использовал свои способности — ему приснился мир без ядерной катастрофы.

## Общая характеристика и оценки
Роман рассматривался в ряду произведений писательницы, посвящённых социальным вопросам, утопической проблематике, теме «личность и общество» («Уходящие из Омеласа», «Новая Атлантида» и особенно «Обделённые»). Для жанра научной фантастики герои романа выглядят обычными и реалистическими, а вместo точных наук используется метафора психологии и исследований снов. В книге обсуждаются восприятие и конструирование реальности, ответственность власть предержащих и отношение людей к своей планете. Роман высмеивает власть и этику психиатров, критикует чрезмерное вмешательство науки в социальную жизнь. Как полагала исследователь творчества писательницы Сьюзен Рид, дихотомия проблема — решение, формирующая сюжет, отражает упрощённое мышление «или — или» многих потенциальных диктаторов с добрыми намерениями, «чьи идеи выглядят разумными, но игнорируют… сложность мира». Роман структурирован вокруг конфликта между двумя разными «строителями миров». Ле Гуин размышляет о воображении и этике в контексте создания альтернативных миров. По выражению литературоведа Элизабет Камминс, Орр стремится приспособиться к миру; Хабер хочет приспособить мир для человечества. Роли психиатра и пациента перевёрнуты: растущая мегаломания Хабера приближается к безумию, в то время как Орр начинает управлять своей способностью. Критики отмечали, что «сила снов» рассматривается как способная решить проблемы человечества, с которыми сталкиваются герои (загрязнение, перенаселение, войны) . «Резец небесный» лежит в стороне от Хайнского цикла, но имеет тематическую связь с «Левой рукой Тьмы», утверждая даосскую необходимость равновесия. Йен Уотсон, рассматривая хронологию (как внутреннюю, так и хронологию написания) Хайнского цикла с точки зрения рассмотрения тем паранормального, и считал, что «Резец небесный» занимает ключевое место в творчестве Ле Гуин, поскольку обобщает и разрешает противоречия ранних романов цикла, завершая этот этап; роман маркирует переход к политическим и социальным темам, намечая путь к «Обделённым». Комментаторы критически оценивали авторский политический пессимизм и попытку уклониться от политики; последнее связывалось с жанровой неопределённостью произведения.
По оценке литературоведа Карла Мальмгрена (1998), произведение не получило достаточного внимания со стороны критиков. Теодор Старджон в рецензии для New York Times Book Review (май 1972 года) похвалил роман за «редкий и мощный синтез поэзии и науки, разума и эмоций», в то время как анонимный рецензент Times Literary Supplement посчитал книгу неубедительной. Литературовед Дуглас Барбур в статье, опубликованной в научно-фантастическом фэнзине Algol (ноябрь 1973 года), первым обратил внимание на мотивы даосизма в романе. Джордж Слассер оценивал роман как худший из девяти романов Ле Гуин, но всё равно намного превосходящий большую часть научно-фантастической литературы. Жерар Клейн считал роман интересным, но точно не лучшим в творчестве Ле Гуин. Фредрик Джеймисон, считая произведение недооценённым, полагал, что его идеологическое содержание вполне прозрачное, в отличие от неоднозначного политического посыла. По его оценке, авторский «мистический даосизм» позволяет видеть в попытках либеральных или революционных преобразований «опасное выражение индивидуальной гордыни и разрушительное вмешательство в гармонию „природы“» (в духе Эдмунда Бёрка). Джеймисон полагал, что с политической точки зрения такой подход можно трактовать либо как «либеральное беспокойство» по отношению к радикальным преобразованиям, либо как «более консервативные опасения» по поводу социального реформизма (Новый курс или государство всеобщего благосостояния). Камминс характеризовала роман как «критику спроектированной утопии»; по её мнению, Ле Гуин с юмором и иронией описывает неудачу Хабера, который, имея рациональные цели, воспользовался иррациональной силой и обращался с ней как с рациональной . Как полагала Камминс, центральный конфликт в романе, вероятно, отражает противоречие (которое усиливается из-за самого жанра литературной утопии) в творчестве Ле Гуин, в котором сочетаются подход художника и моралиста, интуиция и рациональность; с этой точки зрения Хабер в преувеличенном виде воплощает свойственный писательнице дидактизм. Литературовед Джастин Коснер в 2023 году поместил роман в один ряд с такими произведениями, как «Вокзал потерянных снов» Чайны Мьевиля и «Гаррисон Бержерон» Курта Воннегута, которые критикуют политическое устранение различий и принудительное равенство как угрожающие индивидуальной субъективности.

## Эпиграфы и название
Несколько глав предваряется даосскими цитатами, из Чжуан-цзы и Лао-цзы, а также цитатами из Герберта Уэллса, Виктора Гюго и другими. Эпиграф к третьей главе из «Чжуан-цзы» содержит слова: «Кто в познании сумеет остановиться на непознаваемом, тот и достиг совершенства. А кто не пожелает этого сделать, того ждёт незавидная участь — брызнуть стружкой из-под резца небес». В эпиграфах, особенно взятых из даосизма, раскрываются идеи романа: утверждения нацелены против прямолинейного индивидуализма и рассматривают природу бытия и реальности; цитаты обращаются к нерациональным источникам знания, таким как сны или видения.

## Центральный конфликт: Орр и Хабер
Действие романа разворачивается как серия встреч между «пациентом и терапевтом, мечтателем и учёным, визионером и рационалистом, критиком и утопистом». Орр описывается как тугодум, но его пассивность имеет свои пределы. Тревоги Орра, вероятно, во многом обусловлены его «постапокалиптической травмой»: постепенно он осознаёт, что не отделён от мира, а является его частью. Орр не может принять ни физическое стирание человеческой памяти и миллиардов жизней, ни культурное и расовое однообразие в сером мире. Дуглас Барбур посчитал Орра «даосским мудрецом», который сумел приспособиться к миру в своём пассивном существовании (в соответствии с даосизмом), но который ужасается власти, доступной помимо его воли. С этой точки зрения его сознание находится в гармонии с «неназываемым», «Путём» (Дао), как динамической связи со всеми вещами и явлениями. Хитер замечает в Орре внутреннюю цельность и «нетронутость» — даосский символ дерева, указывающий на цельность или завершённость бытия — эти качества делают Орра исключительно сильным и неколебимым, способным противостоять злу. В то же время сны Орра указывают на Дао как первоначальное небытие, как пороговое состояние неизвестного бытия. Как отмечала Камминс, мир Орра настолько «груб», что его сны могут лишь обеспечить выживание человечества и не дают герою состояния равновесия. Как полагала Камминс, в главном герое опознаётся такой же приверженец даосизма, как и Гед и Дженли Аи (персонажи, соответственно, цикла о Земноморье и «Левой руки Тьмы»). В отличие от Геда, у Орра не было учителей; в отличие от Дженли Аи, герой незнаком с самим учением.
Хабер, антагонист, едва сдерживает желание действовать. По оценке Сьюзен Рид, это один из лучших образов Ле Гуин, персонаж порывистый и горделивый. По обобщению Камминс, принципы Хабера ограничиваются тремя максимами : изучение человечества есть изучение человека; наибольшее благо для наибольшего количества; цель оправдывает средства. Первый девиз, определяющий два других, восходит к тезису Александра Поупа («Опыт о человеке»); Хабер понимает его в том духе, что человечество превосходит любые формы, существующие в природе, поэтому внимания заслуживают только потребности человечества; благодаря деятельности Хабера человечество должно выйти на новый уровень эволюции. Для Хабера цель человека — «созидать вещи, изменять вещи, управлять ходом вещей… улучшать… мир», в результате чего «мир станет подобен раю», а люди станут «подобны богам». Орр отвергает идею Хабера, что человечество есть мера всех вещей и видит две силы, которые могут противостоять миру Хабера: природа и иррациональность человеческой психики.
Хабер воплощает архетип «безумного учёного» в духе Фауста, западное «рациональное, прогрессивное сознание». Ему свойственен прагматический, приземлённый подход к реальности, для него нет тайн, есть только нерешённые проблемы; он отождествляет исследование с измерением и верит в силу количественных результатов. Как отмечала Камминс, писательница высмеивает такой подход к снам: чем больше Хабер собирает данных, тем меньше он понимает Орра. Для Хабера цель оправдывает средства; его фамилия указывает на homo faber, человека умелого, нацеленного на результат. Видя власть Орра над реальностью, Хабер не может удержаться, и думает, что действует ради всеобщего блага. На башне «ЦИВЭЧ», месте работы Хабера в его реальности, написан утилитаристский лозунг, воплощающий его философию: «НАИБОЛЬШЕЕ БЛАГО ДЛЯ НАИБОЛЬШЕГО ЧИСЛА ЛЮДЕЙ». Как отмечал Йен Уотсон, в отличие от Шевека из «Обделённых», учёного, который стремится к равновесию между наукой и обществом, Хабер — благородный учёный и одновременно воплощение антисоциального зла. Его «воля к власти» выражается и в психиатрических методах гипноза: он испытывает покровительственные чувства по отношению к Орру и буквально владеет жизнью пациента, когда держит руки у него на шее. Как отмечала Камминс, Хабер скрывает своё «эмоциональное, интуитивное, духовное „я“», которое трансформируется (в духе Виктора Франкенштейна) из одержимости исследованиями и рациональностью в «иррациональную одержимость» собственной властью. Орр сравнивает фрагментированное сознание Хабира с логикой политиков, которые «посылали… лётчиков убивать невинных детей, что бы сделать мир более безопасным — для детей же».
Хабер использует Аугментор и сны Орра, чтобы увеличить свою власть, своё «Я». Как отмечал Мальмгрен, в основе проекта Хабера лежит страх солипсизма: он не уверен в существовании чего-либо и не видит ничего, кроме себя, своих представлений и идей о том, как должно быть. Здесь, согласно Мальмгрену, утверждается, что «прикладная наука Хабера всегда пристрастна, эгоистична и разбалансирована»; Ле Гуин критикует инструментальный прогресс как научную фантазию. Хабер в итоге становится пустой «волей к власти», превращается в «сумасшедшего учёного с инфернальной машиной». Орр не хочет изменять мир и даже сомневается в возможностях улучшений; он не действует, а реагирует на мегаломанию Хабера, отрицая или аннулируя её. Хитер замечает его квиетизм и фатализм, из которых следуют пассивность и инертность. По словам Мальмгрена, Орр — явный антиутопист; он мечтает о лачуге в горах, в то время как Хабер занимает позицию прогрессиста, хочет в конечном счёте спасти планету. Несмотря на свою пассивность и застенчивость, Орр понимает, что должен действовать, чтобы остановить Хабера. Хабер, согласно «Чжуан-цзы», побеждается «резцом, эшафотом небес». По словам Сьюзен Бернардо и Грэма Мёрфи, главный герой, напротив, признаёт «своё глубокое единство со снами и со вселенной — состояние бытия за пределами общепринятых западных понятий идентичности и эго, достигающее… равновесия с глубинами космоса».
Орр видит, что Хабер не является злом с самого начала, а скорее идёт по неверному пути, «разыгрывая из себя Творца»; ему не удаётся повлиять на мировоззрение Хабера, хотя, по выражению Камминс, «спроектированная утопия» Хабера самоуничтожается. Как полагал Жерар Клейн, роман прежде всего ставит этический вопрос о «помехах» между сознанием и действием. Хабер сходит с ума, поскольку не видит автономии Другого, обращаясь с ним как с машиной, видя в нём инструмент для воздействия на реальность. Орр, напротив «сохраняет рассудок именно потому, что признаёт существование и цельность Другого», осознаёт творческие силы других. В этом смысле, как писал Клейн, отличие между миром отчуждения и реальным миром состоит в том, что в последнем желания одних ограничиваются желаниями других, в то время как в первом мире желание не имеет внешних ограничений, это мир одиночества. Клейн, рассматривая нарратив романа как метафору, полагал, что «призыв к силам сновидений утверждает единственно возможное решение: выход за пределы рациональности и индивидуальной воли». Здесь на первый план выходит метафора мечтателя или художника, желания которого изменяют мир.
Как отмечал Мальмгрен, спасение мира в 1998 году привело Орра к приёму лекарств и в итоге к Хаберу — в романе отношение к способности Орра неоднозначно, хотя на первый взгляд сила снов оценивается положительно и противопоставляется сумасшествию Хабера. В определённый момент Орр признаётся Хитер, что их мир нереален, является «сном» (поскольку мир уже уничтожен и все люди мертвы, остались только сны). Как полагал Мальмгрен, Орр прав в том смысле, что для читателя речь о вымысле; герой пытается отрицать свою способность, поскольку она может привести к «онтологической неопределённости».

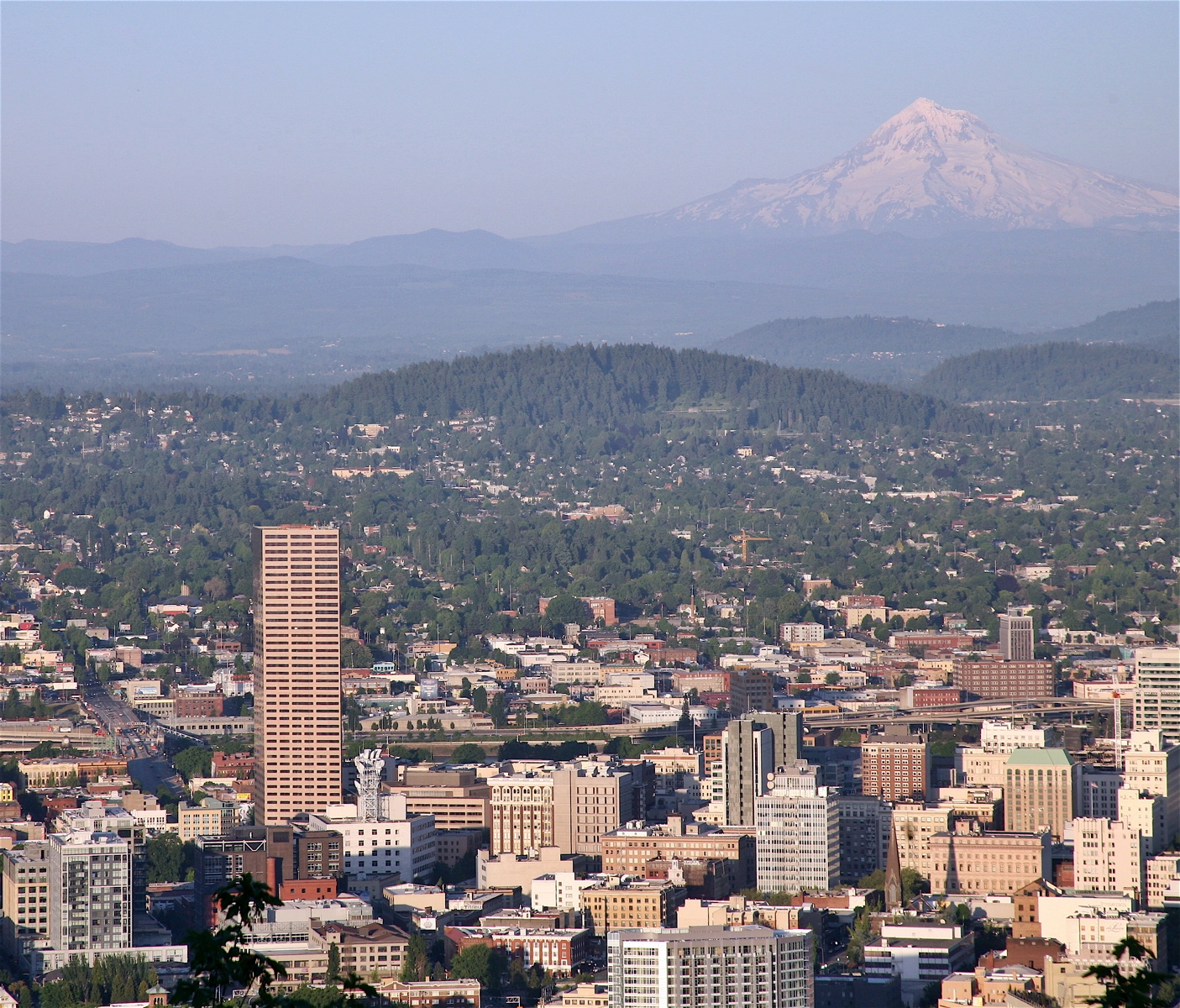
Вид на центральный деловой район Портленда и на Маунт-Худ. Фото 2007 года

## Нарративная структура и символизм
В романе два главных героя, Джордж Орр и Уильям Хабер, при наличии ряда второстепенных персонажей и значимой роли Хитер Лелаш; Хитер является первым в творчестве Ле Гуин персонажем, который придаёт значение своему цвету кожи. Три этих персонажа — фокализаторы, Хабер является таковым в трёх главах, что, как отмечал Майк Кэдден, позволяет сделать его менее примитивным злодеем; в этих главах, в которых присутствует несобственно-прямая речь, интенсивно используется эта нарративная стратегия. В конце романа происходит объединение нарратора и сознания Хабера. Два других фокализатора, Орр и Хитер Лелаш, показаны с «большей нарративной дистанции». В качестве фокализаторов Орр и Хитер тесно связаны, и по мере развития сюжета их связь усиливается, хотя они не всегда находятся рядом друг с другом. Орр обретает цель благодаря Хитер, которая влияет на него с момента своего появления в романе, что видно в четырёх последующих главах, где Орр является фокализатором. По оценке Кэддена, воссоединение с Хитер в концовке придаёт смысл его новому, хотя и несовершенному миру. Хитер фигурирует в качестве фокализатора в двух главах, что позволяет увидеть Орра в новом свете, как сильного и целеустремлённого человека.
Различие Хабера и Орра находит символическое отражение на протяжении романа. Так, внешний вид офиса антагониста отражает его растущий статус: помещение без окон (начало романа) превращается в офис большим угловым окном с видом на реку Уилламетт, башни делового района Портленда и вдалеке вулкан Маунт-Худ. По мере роста его власти апартаменты Хабера постоянно увеличиваются в размерах, к концу романа они состоят из семи комнат и занимают пол-акра. На его безответственную волю к власти указывает извержение Маунт-Худа. Как отмечали Бернардо и Мёрфи, на протяжении всего романа сны Орра показаны как замок, который открывается правильным ключом — прибором Хабера. Психиатр таким образом описывается как тюремщик Джорджа, его внутреннего мира. Представления Хабера о себе и своей утопии, его стремление к власти, символически отражаются в том, как выглядит здание «ЦИВЭЧ», созданное его подсознанием: колоссальных размеров башня возвышается над городом, и Орр замечает, что сооружение может выдержать практически всё; «огромное отделанное чёрным мрамором фойе», имеющее куполообразную форму, показывает пустоту личности Хабера.
В романе значимое место занимает образ моря, присутствуют образы времени и подсознания. Постоянный дождь в Портленде показывает неопределённость, текучесть самой жизни. С морем связаны пришельцы-черепахи и сны главного героя . Как полагала Камминс, пришельцы, придуманные Орром в качестве иррационального ответа на безжизненность хаберовского мира, «до некоторой степени выражают связь между всеми существующими явлениями»; в них нет агрессии, это сказочные существа из снов. В свою очередь, отношения между главным героем и Хитер воплощают узы внутри человеческой общности, тогда как Хаберу социальные отношения остаются недоступны. Хабер сравнивается с луковицей, у которой нет сердцевины, а есть только слои.
Образ плывущей по течению медузы, с которой сравнивается Орр, появляется в самом начале романа. Медуза является центральным символом: автор явно связывает медузу и сознание героя, образы воды и жизни постоянно повторяются в описании его снов. Морские глубины, полные жизни, место единства и снов, противопоставляются состоянию пробуждения, «голым скалам», «скале разума» Хабера. Как писали Бернардо и Мёрфи, постепенно Орр начинает ощущать нераздельную связь с внешним миром (подобно медузе, форме жизни, живущей в океане), восстанавливает свою цельность и единство со вселенной. Согласно Камминс, начало романа представляет игру мироздания — Инь и Ян (что Орр интуитивно ощущает), показывает чувство боли при разъединении (медузу выбрасывает на берег) и говорит об источнике обновления. Медуза подобна спящему сознанию, которое «ощущает равновесие сил мироздания»; таким образом, по оценке Камминс, «одним из источников восстановления равновесия» являются сны . По словам Камминс, сны позволяют достичь глубинных пластов психики и коллективного бессознательного, что, с одной стороны, указывает на связь между частью и целым на уровне психики и, с другой стороны, метафорически показывает связь между частью и целым на космическом уровне.
По мнению Бернарда Селинджера, начальный фрагмент содержит основную структуру романа, движение от внутреннего к внешнему; из этого отрывка вырастают базовые оппозиции романа: сон и реальность, возрождение и смерть, молчаливая и явная коммуникация, симбиоз и разделение. Фрагмент с медузой, по мнению Селинджера, прямо указывает на центральный для романа вопрос о важности идентичности для художника. Согласно Селинджеру, симбиотические отношения между медузой и океаном основаны на доверии и в сущности представляют собой отношения между тем, кто имеет власть и тем, кто зависит от власти другого. Селинджер сравнивал образ моря с символом материнства; этот символ также отождествляется с ночью и сном, а образ медузы отсылает к изображению ребёнка в утробе.

## Жанровые особенности и связи

### Между научной фантастикой и сказкой
Писательница затруднялась в определении романа, считая его сказкой о «нормальности». По Джеймисону, с одной стороны, роман включает известную идею, что при изменении одной детали неожиданно изменяются другие области. Здесь роман соответствует классической истории о путешествии во времени, когда один предмет, попавший в эпоху динозавров «изменяет историю человечества подобно удару грома». С другой стороны, Джеймисон отметил архетип «желаний» в волшебной сказке, диалектику, когда исполнение одного желания приводит к нежелательному побочному результату, и так далее. Мальмгрен отметил фэнтезийные и сказочные мотивы: так, Орр сравнивает себя с «гусём, несущим золотые яйца»; на сеансах Хабер использует «магические» слова; а инопланетянин раскрывает Орру магическую формулу, чтобы противодействовать Хаберу. Кроме того, сказочная схема отсылает к лампе Аладдина и «О рыбаке и его жене» братьев Гримм (образ Хабера); исследовательница творчества писательницы Барбара Бакнолл упоминала «Огниво» Андерсена и «Гвоздичку» братьев Гримм; эти сказки в основном имеют счастливый финал, герои обретают принцесс (Аладдин и солдат из «Огнива») или прекрасную невесту (принц из «Гвоздички»), хотя достижения Орра в концовке выглядят более скромно. Как полагала Кэрол Франко, концовка, в которой Орру удаётся вернуть Хитер, сближается с аллегорией и фантазией и избегает политики.
Как полагал Мальмгрен, роман не является «чистой» научной фантастикой, способность Орра «контрнаучная», нарушает нормы научной возможности, хотя она «объясняется» в романе, в частности Хабером. Литературовед считал роман «образцом метахудожественного научного фэнтези»: конфликт между героями отражает свойственный поджанру конфликт между наукой и фантазией. В духе научного фэнтези роман, по мнению Мальмгрена, ставит эпистемологические и онтологические вопросы о реальности и нереальности, о подлинном знании. Воображение и способность Орра находятся в русле научной фантастики, его имя отсылает к Оруэллу.
Камминс отметила некоторую связь с написанными в одно время с романом «Гробницами Атуана» (отчуждение героя) и «Словом для „леса“ и „мира“ одно» (сила снов). Уотсон отделил роман от трилогии о Земноморье и от «Слова для „леса“ и „мира“ одно», несмотря на общие темы сновидений и равновесия (Земноморье): в первом случае автор ограничивается миром магии, а во втором случае сны не меняют реальность, в романе нет «ложных» реальностей. Бакнолл считала, что, несмотря на маловероятное влияние Клайва Льюиса (Ле Гуин не любила христианскую догматику и аллегорию), способность Орра явно напоминает эпизод в «Покорителе зари», где описан остров, на котором кошмары становятся явью. Бакнолл отмечала магическую, ненаучную природу способности Орра (которая отсылает к исполнению заветных желаний), который воспринимает её скорее как проклятье, чем как дар.

### Между утопией и дистопией
Джеймисон, отмечая принципиальную невозможность утопической литературы вообразить утопию, писал, что на уровне эстетики предметом романа являются «опасности воображения утопии» а также само «написание утопического текста». Согласно Джеймисону, «Орру не может присниться утопия; однако… „утопия производится“ в самом процессе исследования противоречий её производства, в самом движении, которое показывает, что она „достигнута“ — целостная репрезентация является противоречием». Социолог Рут Левитас рассматривала роман под иным углом, считая, что произведение отражает свойственные современной утопической литературе фатализм и отчаяние, представление о невозможности человека влиять на изменения в обществе; технологические или социальные «улучшения» всегда сопровождаются негативными побочными последствиями, что показано в книге в виде «неожиданных, невообразимых катастроф». По выводу Камминс, роман остаётся «двуличным» по отношению к возможности подлинной утопии, утопической альтернативы: «спроектированная утопия» Хабера рушится, но произведение сохраняет связи с традицией утопической литературы.
Критики отмечали, что концовка романа оптимистична в той степени, в какой гуманист Орр побеждает утилитариста Хабера: «интуитивный художник» побеждает учёного-«Фауста». По мнению Мальмгрена, эта победа пиррова: мир изменился «катастрофически, внезапно и необъяснимо». Сама Ле Гуин считала роман мрачным и кошмарным, «„Резец небесный“ и „Новая Атлантида“ входят в число моих наиболее грустных вещей…» — в обоих произведениях, действие которых происходит в Портленде, по словам автора, меньше всего надежды. По оценке Мальмгрена, роман ставит под сомнение не только прикладную рациональность Хабера (которая связывается с волей к власти), но и психическую способность Орра, поскольку обе представляют собой утопическое, фантастическое или любое иное конструирование мира, то есть желание «играть в Творца». Отношение внутри романа к вымышленной реальности опровергает её претензии на истинность, делает её бесплотной, плохим сном. Мальмгрен полагал, что Ле Гуин показывает противоречивость утопии, которая не может быть реализована и является либо «кошмарным выражением опасного эгоизма или просто пустой мечтой». Исследователь отметил, что способности Орра вписываются в рассмотрение целесообразности утопии. Мальмгрен связывал пессимизм романа с реакционными взглядами на изменения, в свою очередь обусловленные разочарованием и ощущением бесперспективности начала 1970-х годов. Литературовед Джон Плотц объяснял роман контекстом эпохи Ричарда Никсона: анархистская эстетика Ле Гуин подчёркивала отказ от мобилизации, видение «немобилизированной Америки», лишённой патриотического пыла, ориентированной на недеяние и непокорность. Как отмечал Плотц, во всех реальностях романа президентом США неизменно оставался Альберт М. Мердли — персонификация Никсона (фамилия отсылает к персонажу «Крошки Доррит» Диккенса и одновременно означает «мелкий говнюк»).
Литературовед Кэрол Франко сопоставила «Резец…» с романом Герберта Уэллса «Когда Спящий проснётся», характеризуя оба произведения как трудно относимые к определённому жанру, как «неоднозначные утопические романы», находящиеся на стыке между «утопией и дистопией, фантазией и реализмом». По мнению Франко, эта неопределённость жанра позволяет авторам затронуть дилемму «я — мы», индивид и общество и подорвать это противопоставление, исследуя «истину» об утопической надежде. По мнению литературоведа, и Уэллс, и Ле Гуин «отвергают либеральный гуманизм, который определяет как зависимость утопии от понятия прогресса, так и защиту индивида в дистопии»; оба автора негативно оценивают разрушительную силу «дискретной идентичности» как вымысла, который скрывает коммунальность (или взаимозависимость). Как полагала Франко, романы не разрешают проблему агентности в утопической литературе, а обсуждают этот вопрос в рамках «борьбы за ответственность». По оценке Франко, роман Ле Гуин не даёт ответа на вопрос о том, как утопия за рамками рационализма, основанная на совместном действии, может сочетаться с современной социальной реальностью со всем её злом и хаосом.
Ле Гуин «переписывает» уэллсовский вариант, реализованный писателем с помощью приёма сна, и предлагает «текстуальное решение» дилеммы «я — мы». Ле Гуин, обращаясь к интертексту, пародирует различные утопическое, дистопические и научно-фантастические элементы, показывает слабости как утопии, так и дистопии. Создаваемые героем реальности в основном напоминают «Едгин» Сэмюэла Батлера (идея болезни как преступления в «излеченном» от перенаселения мире), «Мы» Замятина, постепенно сближаясь «О дивный новый мир» Хаксли и «1984» Оруэлла. Так, в конце романа выясняется, что в 1984 году были сделаны репрессивные поправки в конституцию. Мир будущего страдает от «кошмара централизации», что, однако, в меньшей степени обусловлено тоталитаризмом, а является последствием перенаселения, экологических проблем и неэффективности бюрократии. Как полагала Франко, отношения Хабера и Орра пародируют своеобразные отеческие отношения, которые часто встречаются в утопиях и дистопиях (длинные разговоры, в которых описывается утопия или споры в дистопии между мятежным индивидуалистом и апологетом утопии).
Согласно Франко, Уэллс и Ле Гуин дополняют рационалистическую утопическую литературу «бессознательным», что делается двумя способами. Во-первых, в романах пародируется сюжет утопий XIX века (Эдуарда Беллами и Уильяма Морриса), в которых сон перемещает героев в лучший мир. У Уэллса и Ле Гуин сон и сны занимают ещё более значимую роль для представления идей; бессознательное в меньше степени служит раскрытию психологии героев. Во-вторых, авторы корректируют связь между психическими и социальными трансформациями: если у Беллами («Через сто лет») два измерения — внутренний мир героя, совпадающий с миром автора, и утопическое общество — сходятся в гармонии, то Уэллс и Ле Гуин более пессимистичны в отношении «утопических сновидений». По мнению Франко, оба автора исследуют «солипсизм утопической деятельности», в рамках которой замкнутое «Я» воспроизводит собственные условности, отражая себя в объективированном «Мы». Согласно Франко, писательница, рассматривая проблему утопического солипсизма, с одной стороны, выстраивает сюжет вокруг намеченного Уэллсом тропа — повествования как сна главного героя; с другой стороны, модифицирует нарративную структуру, противопоставляя две модели восприятия, два способа мечтания: абстрактный инструментализм Хабера и «буквальный» холизм Орра. Орр — утопический мечтатель в «буквальном» смысле — аллегорически воплощает «пленённое утопическое бессознательное», замаскированное под дистопический пессимизм.

### В контексте «новой волны»
Роман рассматривался в контексте «новой волны» англоязычной фантастики с её поворотом от межпланетных путешествий и галактических войн к жизни на Земле, к «внутреннему пространству» — эта трансформация была связана с контркультурой, которая в том числе включала интерес к восточному мировоззрению (даосизм, буддизм и т. д.). Как отмечали Бернардо и Мерфи, «внутреннее пространство» — связи между сознанием и подсознанием, духовный мир, реальность снов, забытых в повседневной жизни, — а также внимание к даосизму являются ключевыми принципами романа, хотя книга сохраняет «внешние» элементы (пришельцы, ядерный конфликт, лунные колонии и т. д.). Орр пытается разобраться с различными реальностями, которые накладываются друг на друга, и иногда не может отличить сон от бодрствования. Мир ближайшего будущего в романе напоминает произведения Филипа Дика и Джона Браннера. Как полагает Джон Плотц, роман можно рассматривать в контексте написанного в то же время «Всем стоять на Занзибаре» Браннера и считать предупреждением об опасностях демографического взрыва в духе Пола Эрлиха; в своей финальной смягчённой версии Портленд явно уменьшается в размерах, это чистый город, окружённый зеленью.
Модель альтернативной истории или параллельной вселенной — герой сталкивается с историей и перемещается из одной реальности в другую — позволяет подчеркнуть человеческое действие и его контингентность, показать, что «реальность» производится акторами-индивидами и их поступками; такой нарратив позволяет уйти от телеологии, присущей обычному восприятию истории (Страны «оси» проиграли в Второй мировой войне, потому что так разворачивалась история). По словам Мерфи и Бернардо, роман «исследует альтернативные способы существования утверждает новые области опыта»; оказывается, что «история — прошлое, настоящее и будущее — и реальность зависят от внутреннего пространства и человеческих действий, так как мир / реальность, которая конструируется, воспринимается и запоминается, постоянно находится в состоянии изменений».

### Ле Гуин и «ложные» реальности Филипа Дика
Предполагалось влияние на роман «мастера-трикстера ложных состояний реальности» — Филипа Дика; по выражению Йена Уотсона, роман как будто был написан рукой-протезом Палмера Элдрича. Покорность и пассивность Орра в повседневной жизни сближает его с такими героями Дика, как Барни Мейерсон из «Трёх стигматов Палмера Элдрича», Джо Чип из «Убика», Сет Морли из «Лабиринта смерти». Хотя инертность Орра, как и героев Дика, содержит возможность героизма, в соответствии с авторской «даосской диалектикой силы и слабости». Сравнивая модель романа с моделями Дика, писатель Йен Уотсон отмечал, что в трёх романах писателя нет выхода из «ложных» реальностей, хотя именно так до некоторой степени достигается трансцендентность. В романе «ложные» реальности одна за одной заменяют обычную историю и становятся объективной истиной, однако ирония состоит в том, что «ложная» реальность имела место с самого начала: Орр уже «предотвратил» ядерный апокалипсис с помощью снов. Дальнейшие колебания, вызванные Хабером, принципиально не меняют существующую реальность до появления инопланетян. Пришельцы, по мнению Уотсона, скорее всего представляют культуру, которая воплощает сны в реальность, что и привлекло их к Земле. Если Дик обманывает читателя, который теряет чувство реальности, то Ле Гуин показывает изменения более определённо и завершает роман вполне однозначно; в то же время, по мнению Уотсона, как и у Дика, сны и реальность переплетаются и связываются агентностью, неважно какой именно (например, пришельцы могут быть порождением снов, но становятся объективной реальностью) автор следует Дику в модели трансцендентного, «как в смысле диалектического преодоления предыдущего состояния, так и в смысле просветления».
Уотсон отмечал идею Орра о том, что «материя неотделима от сознания, телеологически с ним связана и имеет божественные черты». Когда Орр отключает Аугментор, он справляется с «кошмарными разрывами временных линий», которые сделал Хабер, «однако „реальный“ мир остаётся хаотическим смешением разных континуумов», в нём существуют пришельцы, и вопрос об их реальности и происхождении в духе Дика остаётся открытым. В книге видна проблематика раннего Дика («Око небесное»): для решения социальных проблем требуются необычные психические способности (или чудо). Клейн соглашался с посылом Уотсона о романе как переходном моменте в творчестве Ле Гуин; по мнению Клейна, новшеством стало обращение к подсознанию как к месту, где разворачивается человеческая история. В то же время, как полагал Клейн, «сравнительно жёсткая конструкция произведения» указывала на дискомфорт писательницы, которая обращалась к наработкам Дика: авторский ригоризм противоречит «стилю» — чрезмерно «фантазматическому» содержанию, которое упрощается и деформируется.

## Публикации и экранизации
Роман первоначально печатался в журнале Amazing Stories (с марта по май 1971 года), книжное издание выпустило Scribner’s Sons в том же году, в 1973 году книга вышла в мягкой обложке. Роман номинировался на премии «Хьюго» и «Небьюла» и был удостоен премии «Локус» (1973). По данным Internet Speculative Fiction Database, роман неоднократно переиздавался на английском языке в Великобритании и США, переводился на голландский (1974, 1984), немецкий (1974, 2006), итальянский (1974), французский (1975), португальский (1983, 2004, 2019), испанский (1987), сербский (1987), венгерский (1992) языки. На русском языке роман впервые был издан в 1991 году; произведение также публиковалось под названиями «Станок небес», «Гончарный круг неба», «Небесный поток» и «Жернова неба».
Роман был дважды экранизирован на телевидении, в 1980 и 2002 годах. В 1980 году режиссёрами стали Дэвид Локстон и Фред Барзик, роли исполнили Брюс Дэвисон, Кевин Конуэй и Маргарет Эйвери. На съёмках в качестве консультанта выступал Уильям Демент, специалист в области снов (Ле Гуин упоминает его в романе). В версии 2002 года сыграли Лукас Хаас, Джеймс Каан и Лиза Боне.

## Комментарии
1. ↑  Такая критика шире, чем реакционные нарративы времён Холодной войны (коммунистический коллективизм против капиталистического индивидуализма)[50].